# Цей незрозумілий об'єкт бажання
«Цей незрозумілий об'єкт бажання» (фр. Cet obscur objet du désir, ісп. Ese oscuro objeto del deseo) — це комедійно-драматичний фільм 1977 року режисера Луїса Бунюеля, заснований на романі 1898 року «Жінка та лялька» П'єра Луїса. Це була остання режисерська робота Бунюеля перед його смертю у липні 1983 року. Дія фільму відбувається в Іспанії та Франції на тлі терористичного заколоту. У фільмі через серію спогадів розповідається історія зістареного француза Матьє (Фернандо Рей), який згадує, як закохався у гарну молоду іспанку Кончіту (її поперемінно грають дві актриси, Кароль Буке та Анжела Моліна), яка неодноразово розчаровує його романтичні та сексуальні бажання. Фільм перекладений українською.

## Сюжет
Постарілий паризький бізнесмен Матьє залишає свій дім у Севільї. Перед відправленням потяга до Мадрида він виливає відро води на голову дівчини, на ім'я Кончіта, яка поспішила за ним. За ним спостерігають пасажири його купе, серед яких жінка з донькою, суддя та психолог. Він виправдовує їм свою дивну поведінку, розповідаючи історію своїх стосунків з Кончітою. Деякий час тому Кончіта працювала у нього покоївкою. Першого ж вечора Матьє спробував поцілувати її, але вона відмовилася і наступного ранку зникла. Пізніше він знову зустрічає її в барі, де вона працює гардеробницею, а також у Швейцарії. Під час цієї зустрічі вона залишає йому свою адресу. Кончіта живе зі своєю святенницькою матір'ю в халупі на околиці Парижа. Більшість часу вони проводять у мебльованій квартирі. Обидві відмовляються працювати. Кончіта захоплюється лише танцями й стверджує, що досі незаймана. Матьє намагається завоювати Кончіту подарунками, грошима та через її матір. Йому навіть вдається вмовити її переїхати до квартири, яку він оплачує. Після того, як вона постійно відкладала його, вони нарешті опиняються в ліжку. Але знову на Матьє чекає неприємний сюрприз, адже Кончіта носить своєрідні "штани моралі". Вона зв'язана таким чином, що про близькість не може бути й мови.
Любовна хвороба Матьє наростає все більше і більше. Кончіта дурить його на американських гірках емоцій. Одного дня вона тулиться до нього, дає обіцянки, а невдовзі знову відкидає його. Одного вечора, дізнавшись, що в її кімнаті перебуває молодий чоловік, він у люті виганяє їх обох на вулицю. За допомогою зв'язків друга-судді він навіть добивається, щоб поліція депортувала Кончіту та її матір з Франції як "небажаних осіб", аби позбутися від неї. Але оскільки він не може бути без неї, він хоче знайти її. Разом зі своїм слугою він їде до Севільї. Там він випадково знаходить її. На жаль, Матьє дізнається, що Кончіта не лише танцює традиційні танці, а й оголюється перед туристами, що його безмежно обурює. Він зізнається, що все ще кохає її, і купує Кончіті фешенебельну квартиру в місті. Але вона насміхається з нього, виставляє молодого хлопця своїм справжнім коханим і каже, що він їй огидний. Наступного ранку вона скаржиться йому, що його кохання до неї, мабуть, недостатньо велике, інакше йому довелося б накласти на себе руки тієї ночі. У гніві Матьє б'є Кончіту, але Кончіта сприймає це як доказ його кохання. Але розлючений Матьє залишає її стояти на місці.
Після цього Матьє самотужки вирушає з Севільї назад до Парижа. Перед тим, як поїзд прибуває до Мадрида, несподівано з'являється Кончіта і виливає на Матьє відро води. Потім вони разом їдуть до Парижа. Там на торговій вулиці вибухає бомба, закладена лівими радикальними терористами.

## Критика
Фільм не мав фінансового успіху, але став фаворитом критиків, отримавши номінації «Найкращий фільм іноземною мовою» на преміях «Золотий глобус» та «Оскар» (де він також був номінований за «Найкращий сценарій, заснований на матеріалі з іншого носія»), але не виграв на жодній з них. Асоціації кінокритиків були трохи щедрішими: Національна рада з рецензування та Асоціація кінокритиків Лос-Анджелеса присудили фільму премію «Найкращий фільм іноземною мовою» у 1977 році. Луїс Бунюель став найкращим режисером на преміях Національної ради з рецензування та Національного товариства кінокритиків. Він також був номінований на французьку премію Сезар.
Пізніше багато критиків визнали фільм шедевром. На сайті Rotten Tomatoes фільм має рейтинг схвалення 97 %, середня оцінка 31 критика — 8,9/10. Консенсус сайту говорить: "Цей незрозумілий об'єкт бажання - часто тривожний трактат про квіксотичну природу похоті та кохання". В опитуванні Британського інституту кіно 2012 року Sight & Sound три критики та два режисери включили фільм до десятки найбільших фільмів, коли-небудь створених.